# 2003年飓风希梅纳
飓风希梅纳（英語：Hurricane Jimena）是2003年太平洋飓风季第十场获命名的风暴和第二场飓风，于8月28日在远离陆地的太平洋成为热带低气压，然后向西移动并快速增强，次日就达到飓风标准。风暴继续向西进入中太平洋，强度也持续提升，达到的最高强度在萨菲尔-辛普森飓风等级下属二级飓风标准，此后气旋就因风切变增多开始减弱。希梅纳从夏威夷群岛南部上空掠过，于9月3日降级成热带低气压。风暴继续弱化，最终在穿越国际日期变更线后于9月5日逐渐消散，是有纪录以来少有的几场穿越西经140度和国际日期变更线的热带气旋之一。
希梅纳是2000年的飓风丹尼尔过后首场威胁夏威夷州的太平洋飓风。不过，气旋最终大幅减弱后从夏威夷群岛南部经过，由此构成的影响很小，也没有报导表明风暴曾导致人员伤亡。

## 气象历史
2003年8月26日，东太平洋有扰动天气区形成并向西面飘移。这片扰动天气接下来开始组织，于8月28日成为第十号热带低气压。气旋继续西进，进入水温超过28°C的海域并快速增强，美国国家飓风中心很快就将之升级成热带风暴，并以“希梅纳”（Jimena）命名。
风暴继续在向西前进的同时增强，8月29日的卫星图像显示希梅纳内部发展出层次分明的风眼，风速也提升到每小时97公里，气旋接下来在当晚升级成飓风。协调世界时下午15点，可视卫星图像显示，正朝西北偏西方向移动的风暴风眼内已有云层填充，中心以南还在逐渐发展出带状特征。气旋逼近中太平洋盆地，于8月30日达到持续风速每小时165公里，最低气压970毫巴（百帕，28.64英寸汞柱）的最高强度。早上6点，美国国家飓风中心发布针对希梅纳的最后一份公告，因为飓风已穿越西经140度进入中太平洋飓风中心预警范围。

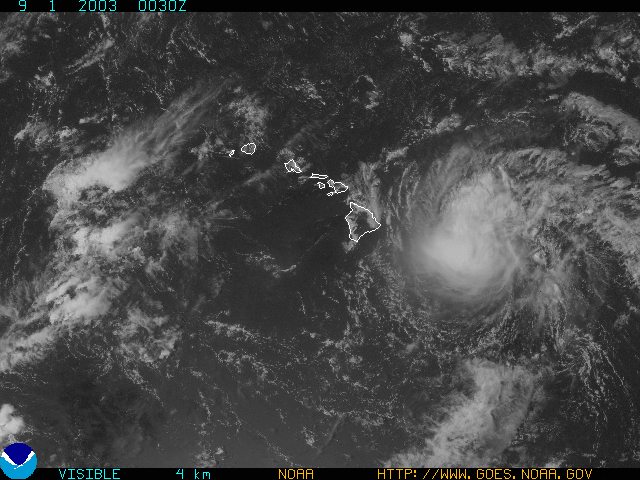
9月1日飓风希梅纳的卫星图像

8月31日，气旋因遇到强烈的南向风切变而快速减弱，到9月1日强度已回落至热带风暴标准。风暴接下来转向西南偏西，中心于下午15点从夏威夷州以南约165公里海域经过。由于风切变增多，希梅纳继续减弱，于9月3日降级成热带低气压。9月5日早上6点，气旋穿过国际日期变更线，成为1999年的飓风多拉过后首场经过太平洋全部三大盆地的风暴。但在强烈风切变的影响下，联合台风警报中心监控低气压的时间很短，下层环流从中心暴露出来，到17点27分已近乎完全消散。下午18点，联合台风警报中心发布针对希梅纳的最后一份公告，宣布气旋在威克岛东南方向约1151公里洋面完全消散。

## 防灾措施和影响

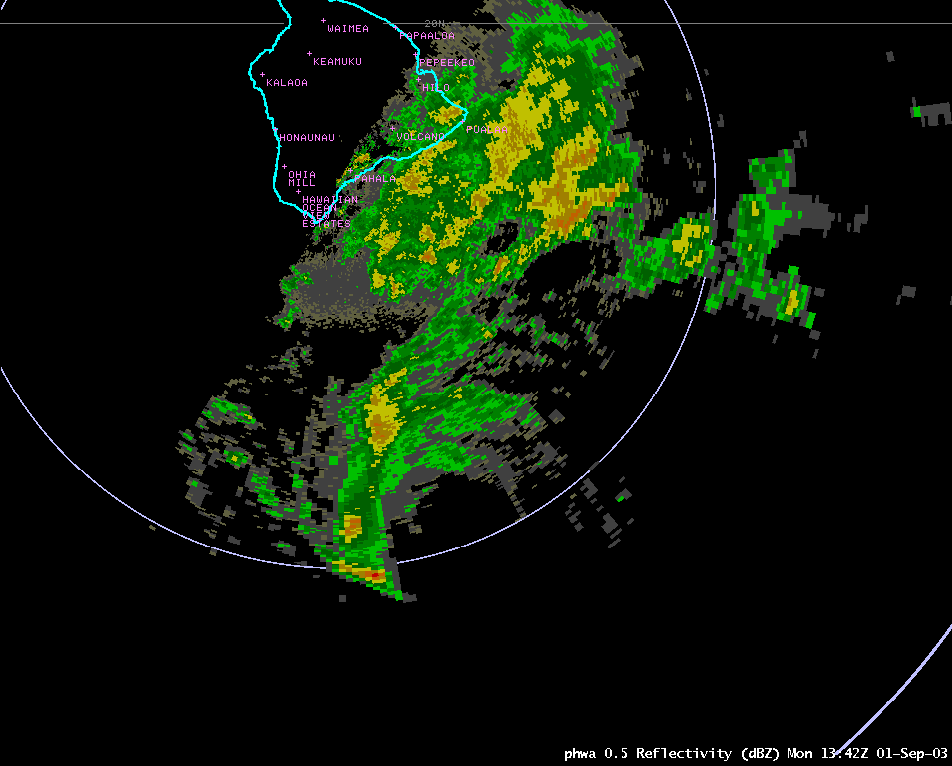
希梅纳从夏威夷岛南侧经过的雷达图像

中太平洋飓风中心的气象学家于8月31日凌晨0点向夏威夷岛发布飓风观察预警，并于次日凌晨3点发布热带风暴警告和山洪预警。面对预警和警告，当地居民把窗户封死并囤积应急物资。随着风暴逼近，多个海滩被迫关闭，官员还把多种户外活动取消，以防万一，美国红十字会开设多个避难所并提供紧急服务。为了应对风暴来袭，美国红十字会共计耗费5000美元（2003年美元）。
逐渐减弱的热带风暴希梅纳从夏威夷州南侧经过，在多个岛上产生狂风暴雨。南角（South Point）和卡胡拉威岛出现时速85至93公里的强烈阵风。檀香山某气象站测得每小时58公里风速，考艾岛一间气象站所测风速为每小时35公里。受风暴影响，夏威夷岛普遍出现152至254毫米降水。格伦伍德（Glenwood）的降雨量有214毫米，这些降水有助于缓解夏威夷岛各地的旱情。夏威夷群岛沿海所测浪高范围在三至五米之间。
希梅纳产生的强风刮倒许多树木，还令供电线缆受损，导致1300居民家中停电。风暴引发的暴雨还在夏威夷岛东侧引发轻度洪灾。气旋激起的大浪和强烈的离岸流对近海泳客的生命安全构成威胁，有350人获海岸警卫队、州警、地方警察、消防员及当地居民救援。不过，整场风暴没有造成人员伤亡，其名称也没有在2004年春被世界气象组织退役，之后又在2009年继续使用。